# Ranunculus bamianicus
Ranunculus bamianicus är en ranunkelväxtart som beskrevs av D. Podlech. Ranunculus bamianicus ingår i släktet ranunkler, och familjen ranunkelväxter. Inga underarter finns listade i Catalogue of Life.